# Red Bull Media House
Die Red Bull Media House GmbH ist eine Produktions- und Verlagsgesellschaft mit Sitz in Wals-Siezenheim. Sie ist eine Tochtergesellschaft der Red Bull GmbH.

## Geschichte
Red Bull Media House wurde 2007 von Dietrich Mateschitz zur Bündelung der Medienaktivitäten von Red Bull gegründet. Es wurde auch ein eigener Fernsehsender angekündigt. Red Bull Media House betreibt einen YouTube-Kanal, der heute der meistabonnierte Kanal aus Österreich ist. Der Verlag gibt seit November 2007 das monatlich erscheinende The Red Bulletin heraus. Das Magazin berichtet über die vielfältigen Sponsoringaktivitäten des Unternehmens. Es liegt mehreren österreichischen und deutschen Tageszeitungen bei. Eine englische Version des Magazins wird über britische und irische Zeitungen vertrieben. Im selben Verlag erscheint seit November 2010 die Zeitschrift Servus in Stadt & Land, die mit einer verbreiteten Auflage gemäß Österreichischer Auflagenkontrolle (ÖAK) erstes Halbjahr 2014 von über 163.000 Exemplaren bereits seit 2011 Österreichs meistverkauftes Monatsmagazin ist; seit März 2012 gibt es auch eine Ausgabe für Bayern. Seit 1. Oktober 2009 ist ServusTV auf Sendung. Zur Red Bull Media House GmbH gehört auch der Mobilfunkanbieter Red Bull Mobil, der im Mobilfunknetz der A1 Telekom Austria eingemietet ist.
Der Fernsehsender ServusTV ist im Besitz der Red Bull Media GmbH und ging aus dem Lokalsender Salzburg TV hervor, der im April 2007 zu 100 Prozent übernommen wurde. Die Red Bull TV GmbH betreibt seit Juni 2008 auch das Mobile-Fernsehen Red Bull TV, das mittels DVB-H empfangbar ist.
Seit 2012 ist Red Bull mit 50 Prozent an UBIMET, dem Betreiber der Österreichischen Unwetterzentrale, dem größten privaten Wetterdienst des Landes, beteiligt. Die Wetterdaten finden in den Medien des Red-Bull-Konzerns Verwendung.
Im April 2013 übernahm Red Bull den Salzburger Ecowin Verlag. Im Oktober 2016 wurde bekannt, dass Red Bull Media House das Seitenblicke Magazin einstellen werde. Das Printprodukt erschien am 7. Dezember 2016 zum letzten Mal.
Der Kamerahersteller GoPro und Red Bull kündigten im Jahr 2016 eine mehrjährige globale Partnerschaft an, die Content Produktion, Vertrieb und Cross-Promotion der Produkte beinhaltet. Außerdem sollen gemeinsam die Kameras weiterentwickelt werden. Als Teil der Vereinbarung erhielt Red Bull Aktienanteile von GoPro. Gleichzeitig wurde GoPro exklusiver Partner für Point-of-View-Shot-Kameras bei allen Red-Bull-Medienproduktionen und Veranstaltungen. Crossmedial sollen die der GoPro Channel, Red Bull TV, Red Bull.com und die hauseigene Medienservice-Plattform Red Bull Content Pool bespielt werden.
Im Februar 2017 wurde das Red Bull Media House neu in zwei große Einheiten gegliedert. Seitdem leitet Gerrit Meier den Bereich Red Bull Media Network inklusive Red Bull TV, Red Bull Films, RedBull.com, Red Bull Music Publishing. Dietmar Otti führt die Bereiche Publishing, TV and Media Operations. Als Geschäftsführer sind seitdem Dietrich Mateschitz, Gerrit Meier, Christopher Reindl und Dietmar Otti für das Red Bull Media House eingetragen.
2020 erfolgte die Übernahme des Theater- und Kulturmagazins Die Bühne von der Verlagsgruppe NEWS (VGN).
Mitte 2025 wurde bekannt, dass Matthias Brügelmann ab dem 1. Oktober 2025 Global Head of Content beim Red Bull Media House werden soll.

## Kritik
Die KommAustria hat im Dezember 2022 entschieden, dass die Red Bull Media House GmbH durch eine Sendung des Formats „Der Wegscheider“ auf ServusTV, moderiert von Ferdinand Wegscheider, eine „Rechtsverletzung wegen Nichtachtung der Grundsätze der Objektivität und Meinungsvielfalt“ begangen hat.

## Tochterfirmen (Auswahl)
- Red Bull Media House Publishing GmbH
- Red Bull Media House TV Global GmbH
- Red Bull Records
- ServusTV
- Terra Mater Factual Studios

## Publikationen (Auswahl)
- The Red Bulletin
- Servus
- Terra Mater Magazin
- Bergwelten
- Speedweek
- Die Bühne
- Carpe Diem